# Дергунов Микола Іванович
Дергунов Микола Іванович (нар. грудень 1898, Кольчугіно Володимирська губернія, Російська імперія — †2 липня 1928, Кольчугіно, РРФСР) — радянський еколог, орнітолог.

## Біографія
М.І. Дергунов народився в м. Кольчугіно Володимирської губернії (Росія) у 1898 р. Його батько був садівником-аматором. Любов до природи передалася синові. Закінчивши чотири класи Кольчугінської школи і московське реальне училище, Микола, як мобілізований, потрапляє на німецький фронт. Полон, втеча, повернення в 1918 р. до Москви.
Дізнавшись, що в Сокольниках організовано біостанцію, Дергунов стає одним з перших її співробітників.
З ім'ям Дергунова пов'язані не тільки розвиток руху юних натуралістів, а й роботи з кільцювання птахів у СРСР.
Микола Іванович Дергунов — засновник в СРСР з 1926 р. відомої і гаряче улюбленої дітьми природоохоронної традиції — «День птахів».
Вже в 1928 р. у святі «День птахів» в СРСР брало участь 65 тис. школярів. Вони розвісили 15182 пташиних будиночки. Микола Іванович всіляко намагався пропагувати це важливе і нове починання: виступав на різних з'їздах і нарадах, публікував у пресі статті, видав книгу «Охорона та залучення птахів. Практика шкільної роботи».
М.І. Дергунову належить ініціатива організації силами юннатів ферм з розведення хутрових звірів. За досвідом роботи він їде на Нову Землю, в Асканію-Нова, вчиться у відомого дресирувальника В.П. Дурова.
Помер М.І. Дергунов 2 липня 1928 у себе на батьківщині.

## Наукові праці
- Дергунов М.І. Дика фауна Асканії // Асканія-Нова. Степовий заповідник України. - М.: Держвидав, 1924. – С. 199-259.
- Дергунов Н.И. Дикая фауна Аскании // Степной заповедник Чапли – Аскания Нова. - М.-Л.: ГИЗ, 1928. - С. 146–182.

## Публікації
- Дергунов Н.И. Птицы в живом уголке школы // Листки БЮН, 1924. - № 17-18.- С. 155-158.
- Дергунов Н. Птицы леса летом // Листки БЮН, 1924. - № 8-9. - С. 59-62.
- Дергунов Н.И. Сельскохозяйственное значение птиц // Листки БЮН, 1925. - № 16. - С. 252-255.
- Дергунов Н.И. Привлечение и охрана птиц в трудовой школе // Листки БЮН, 1925. - № 21. - С. 321-328.
- Дергунов Н., Померанцев Д. В защиту пернатых друзей (рец.) // Листки БЮН, 1925. - № 24. - С. 383-384.
- Дергунов Н.И. Работа Бюро кольцевания при Биостанции юных натуралистов // Листки БЮН, 1926. - № 9.
- Дергунов Н.И. 1927. Охрана и привлечение птиц. Практика школьной работы. - М.: Работник просвещения, 1927.
- Дергунов Н.И. Организация “Дня птиц” // Листки БЮН, 1927. - № 2. - С. 30-31.
- Дергунов Н., Еникеев Х. “День птиц” // Листки БЮН, 1927. - № 6. – С. 81-84.
- Дергунов Н.И. Работа Бюро кольцевания при БЮН за 1926-1927 г. // Листки БЮН, 1927. - № 12.
- Дергунов Н.И. Наблюдения над жизнью птиц в городе. Летняя работа кружков юных натуралистов. - М., 1927. - 45 с.
- Дергунов Н. Центральная биостанция юных натуралистов им. К.А. Тимирязева // Охотник, 1928. - № 6. - С. 14-16.
- Дергунов Н.И. Работа питомника пушных зверей при Биостанции юных натуралистов им. K.A.Тимирязева // Тр. 3-го Всерос. съезда зоологов, анатомов и гистологов в Ленинграде 14-28 декабря 1927 г. - Л., 1928. - С. 393-384.
- Дергунов Н.И. Как организовать “День птиц”. - М., 1928. - 26 с.
- Дергунов Н. К организации Дня птиц // Листки БЮН, 1928. - № 5. - С. 1-2.
- Дергунов Н. К организации “Дня птиц” в 1928 г. // Листки БЮН, 1928. - № 7. - С. 111-112.
- Дергунов Н. Подкормка птиц // Листки БЮН, 1928. - № 16. – С. 150-151.